# Charles Bordes
Charles Bordes, född 12 maj 1863, död 8 november 1909, var en fransk kyrkomusiker och musikförfattare.
Bordes var lärjunge till César Franck och verksam som ledare för kyrkomusiken i Saint-Gervais i Paris från 1890 fram till sin död. Han var en av skaparna och ledarna av den för fransk kyrkomusik och dess utforskning ytterst betydelsefulla Schola cantorum de Saint-Gervais med dess forskningsorgan Tribune de Saint-Gervais. Bordes var även tonsättare och skapare av orkesterverk, musikdrama, pianostycken och sånger.